# Weitendorf (Autriche)
Weitendorf est une commune autrichienne du district de Leibnitz en Styrie.